# دیوید ولر
دیوید ولر (انگلیسی: David Weller؛ زادهٔ ۱۱ فوریهٔ ۱۹۵۷) دوچرخه‌سوار اهل جامائیکا بود.
وی در مسابقات کشوری و بین‌المللی در مجموع برندهٔ ۲ مدال نقره، ۳ مدال برنز شده‌است.